# Ranjeet
Gopal Bedi (Jandiala, 12 september 1942), beter bekend als Ranjeet, is een Indiaas acteur die voornamelijk in de Hindi-filmindustrie actief is.

## Biografie
Ranjeet maakte zijn acteerdebuut met Sawan Bhadon (1970). Hij verwierf bekendheid met Sharmeelee (1971), waarin hij in een negatieve rol te zien was. Hij speelde hierna vaker negatieve rollen en vestigde zich in de jaren 1970 en begin jaren 1980 als een toonaangevende schurk. Enkele bekende films van hem zijn onder andere Bandhe Haath (1973), Amir Garib (1974), Heeralal Pannalal (1978), Namak Halal (1982), Humse Hai Zamana (1983), Zimmedar en Zalim (1990). In zijn latere carrière speelde hij vaker karakterrollen. Ook regisseerde en produceerde hij twee films zelf, Kaarnama (1990) en Ghazab Tamasha (1992). Hij was naast Hinditalige films ook te zien in onder andere Punjabi films als Man Jeete Jag Jeet (1973) en Rabb Ne Banaiyan Jodiean (2006). In 2017 de Malayalam film Tiyaan en Bhojpuri film Aatankwadi. 
Ranjeet heeft in meer dan 200 films een rol vertolkt, daarnaast speelde hij ook in enkele televisieseries zoals Gul Sanobar (1999-2000), Aisa Des Hai Mera (2006), Jugni Chali Jalandhar (2008-2010), Hitler Didi (2012) en Trideviyaan (2016).